# 海地国家元首列表
海地總統（法語：Président de la République d'Haïti）是海地的國家元首，由公民直選產生，任期五年，連選得連任一次。

## 歷任元首
|  | 肖像 | 姓名                                                             | 就任           | 离任           | 头衔 |
|  | ---- | ---------------------------------------------------------------- | -------------- | -------------- | --- |
|  |      | 杜桑·卢维杜尔 （Toussaint Louverture）                           | 1791年1月1日   | 1802年5月6日   | 海地革命领袖 (1791年1月1日 – 1802年5月6日) 海地终身总督 (1801年7月7日 – 1802年5月6日) 注: 整个伊斯帕尼奥拉岛总督                                           |
|  |      | 让-雅克·德萨林 （Jean-Jacques Dessalines）雅克一世 （Jacques I） | 1804年1月1日   | 1806年10月17日 | 海地总督 (1804年1月1日 – 1804年9月22日) 海地皇帝 (1804年9月22日 – 1806年10月17日)                                                                          |
|  |      | 亨利·克里斯托夫 （Henri Christophe）亨利一世 （Henri I）         | 1806年10月17日 | 1820年10月8日  | 海地政府临时首脑 (1806年10月17日 – 1807年2月17日) 海地国总统 (1807年2月17日 – 1811年3月28日) 海地国王 (1811年3月28日 – 1820年10月8日) 注: 有限统治海地北部 |
|  |      | 亚历山大·佩蒂翁 （Alexandre Pétion）                             | 1806年10月17日 | 1818年3月29日  | 总统 注: 有限统治海地南部 |
|  |      | 让-皮埃尔·布瓦耶 （Jean Pierre Boyer）                           | 1818年3月30日  | 1843年2月13日  | 总统 注: 从1822年至1843年统治了整个伊斯帕尼奥拉岛 |
|  |      | 夏尔·里维耶尔-埃拉尔 （Charles Rivière-Hérard）                  | 1843年4月4日   | 1844年5月3日   | 总统 |
|  |      | 菲利普·格里埃 （Philippe Guerrier）                              | 1844年5月3日   | 1845年4月15日  | 总统 |
|  |      | 让-路易·皮埃罗 （Jean-Louis Pierrot）                            | 1845年4月16日  | 1846年3月24日  | 总统 |
|  |      | 让-巴蒂斯特·里谢 （Jean-Baptiste Riché）                         | 1846年3月24日  | 1847年2月28日  | 总统 |
|  |      | 福斯坦·苏鲁克 （Faustin Soulouque）福斯坦一世 （Faustin I）      | 1847年3月2日   | 1859年1月22日  | 海地总统 (1847年3月2日 – 1849年8月26日) 海地皇帝 (1849年8月26日 – 1859年1月22日)                                                                           |
|  |      | 法布尔·热弗拉尔 （Fabre Geffrard）                               | 1859年1月22日  | 1867年3月13日  | 总统 |
|  |      | 尼萨热·萨热 （Nissage Saget）                                    | 1867年3月20日  | 1867年5月2日   | 临时总统 |
|  |      | 西爾萬·薩爾納夫 （Sylvain Salnave）                              | 1867年5月4日   | 1869年12月27日 | 总统 |
|  |      | 尼萨热·萨热 （Nissage Saget）                                    | 1869年12月27日 | 1874年5月14日  | 总统 |
|  |      | 部长会议 （Council of Secretaries of State）                     | 1874年5月14日  | 1874年6月14日  | 部长会议 |
|  |      | 米歇尔·多明格 （Michel Domingue）                                | 1874年6月14日  | 1876年4月15日  | 总统 |
|  |      | 皮埃尔·泰奥马·布瓦龙-卡纳尔 （Pierre Théoma Boisrond-Canal）     | 1876年4月23日  | 1879年7月17日  | 临时总统 (1876年4月23日 – 1876年7月17日) 总统 (1876年7月17日 – 1879年7月17日)                                                                              |
|  |      | 约瑟夫·拉莫特 （Joseph Lamothe）                                 | 1879年7月26日  | 1879年10月2日  | 临时总统 |
|  |      | 利西于·萨洛蒙 （Lysius Salomon）                                 | 1879年10月2日  | 1888年8月10日  | 总统 |
|  |      | 皮埃尔·泰奥马·布瓦龙-卡纳尔 （Pierre Théoma Boisrond-Canal）     | 1888年8月10日  | 1888年10月16日 | 临时总统 |
|  |      | 弗朗索瓦·德尼·莱吉蒂姆 （François Denys Légitime）               | 1888年10月16日 | 1889年8月23日  | 总统 |
|  |      | 蒙波安·热纳 （Monpoint Jeune）                                   | 1889年8月23日  | 1889年10月17日 | 临时总统 |
|  |      | 弗洛维尔·伊波利特 （Florvil Hyppolite）                          | 1889年10月17日 | 1896年3月24日  | 总统 |
|  |      | 蒂雷西亚·西蒙·萨姆 （Tirésias Simon Sam）                        | 1896年3月31日  | 1902年5月12日  | 总统 |
|  |      | 皮埃尔·泰奥马·布瓦龙-卡纳尔 （Pierre Théoma Boisrond-Canal）     | 1902年5月26日  | 1902年12月17日 | 临时总统 |
|  |      | 皮埃尔·诺尔·亚历克西 （Pierre Nord Alexis）                      | 1902年12月21日 | 1908年12月2日  | 总统 |
|  |      | 弗朗索瓦·C·安托万·西蒙 （François C. Antoine Simon）             | 1908年12月6日  | 1911年8月3日   | 总统 |
|  |      | 辛辛纳提·勒孔特 （Cincinnatus Leconte）                          | 1911年8月15日  | 1912年8月8日   | 总统 注: 让-雅克·德萨林是他高祖父 (海地皇帝 1804–1806) |
|  |      | 唐克雷德·奥古斯特 （Tancrède Auguste）                           | 1912年8月8日   | 1913年5月2日   | 总统 |
|  |      | 米歇尔·奥雷斯特 （Michel Oreste）                                | 1913年5月12日  | 1914年1月27日  | 总统 |
|  |      | 奥雷斯特·扎莫尔 （Oreste Zamor）                                 | 1914年2月8日   | 1914年10月29日 | 总统 |
|  |      | 约瑟夫·达维尔马尔·泰奥多尔 （Joseph Davilmar Théodore）          | 1914年11月7日  | 1915年2月22日  | 总统 |
|  |      | 让-维布伦·纪尧姆·萨姆 （Vilbrun Guillaume Sam）                  | 1915年2月25日  | 1915年7月28日  | 总统 注: 提瑞西阿斯·西蒙·桑总统之子 (海地总统 1896–1902)                                                                                                   |
|  |      | 菲利普·苏德勒·达蒂格纳夫 （Philippe Sudré Dartiguenave）         | 1915年8月12日  | 1922年5月15日  | 总统 注: 处于美国统治下，军事占领 |
|  |      | 路易·博尔诺 （Louis Borno）                                      | 1922年5月15日  | 1930年5月15日  | 总统 注: 处于美国统治下，军事占领 |
|  |      | 路易·欧仁·罗伊 （Louis Eugène Roy）                              | 1930年5月15日  | 1930年11月18日 | 总统 注: 处于美国统治下，军事占领 |
|  |      | 斯泰尼奥·樊尚 （Sténio Vincent）                                 | 1930年11月18日 | 1941年5月15日  | 总统 注: 处于美国统治下，占领到1934年 |
|  |      | 埃利·莱斯科 （Élie Lescot）                                      | 1941年5月15日  | 1946年1月11日  | 总统 |
|  |      | 弗兰克·拉沃 （Franck Lavaud）                                    | 1946年1月11日  | 1946年8月16日  | 军事执委会主席 |
|  |      | 迪马赛·埃斯蒂梅 （Dumarsais Estimé）                             | 1946年8月16日  | 1950年5月10日  | 总统 |
|  |      | 弗兰克·拉沃 （Franck Lavaud）                                    | 1950年5月10日  | 1950年12月6日  | 军政府主席 |
|  |      | 保罗·欧仁·马格卢瓦尔 （Paul Magloire）                           | 1950年12月6日  | 1956年12月12日 | 总统 |
|  |      | 约瑟夫·内穆尔·皮埃尔-路易 （Joseph Nemours Pierre-Louis）        | 1956年12月12日 | 1957年2月3日   | 临时总统 |
|  |      | 弗兰克·西尔万 （JFranck Sylvain）                                | 1957年2月7日   | 1957年4月2日   | 临时总统 |
|  |      | 政府行政会议 （Executive Government Council）                    | 1957年4月2日   | 1957年5月25日  | 政府行政会议 |
|  |      | 达尼埃尔·菲尼奥勒 （Daniel Fignolé）                             | 1957年5月25日  | 1957年6月14日  | 临时总统 |
|  |      | 安东尼奥·特拉西布尔·凯布罗 （Antonio Thrasybule Kébreau）        | 1957年6月14日  | 1957年10月22日 | 军事委员会主席 |
|  |      | 弗朗索瓦·杜瓦利埃 （François Duvalier）                          | 1957年10月22日 | 1971年4月21日  | 总统 (1957年10月22日 – 1964年6月22日) 终身总统 (1964年6月22日 – 1971年4月21日)                                                                             |
|  |      | 让-克洛德·杜瓦利埃 （Jean-Claude Duvalier）                      | 1971年4月21日  | 1986年2月7日   | 总统 (1971年4月21日 – 1985年7月22日) 终身总统 (1985年7月22日 – 1986年2月7日)                                                                               |
|  |      | 亨利·南菲 （Henri Namphy）                                       | 1986年2月7日   | 1988年2月7日   | 全国执政委员会主席 |
|  |      | 莱斯利·马尼加 （Leslie Manigat）                                 | 1988年2月7日   | 1988年6月20日  | 总统 |
|  |      | 亨利·南菲 （Henri Namphy）                                       | 1988年6月20日  | 1988年9月17日  | 军人执政委员会主席 |
|  |      | 普罗斯珀·阿夫里尔 （Prosper Avril）                              | 1988年9月17日  | 1990年3月10日  | 总统 |
|  |      | 埃拉尔·亚伯拉罕 （Hérard Abraham）                               | 1990年3月10日  | 1990年3月13日  | 代理总统 |
|  |      | 埃尔塔·帕斯卡尔-特鲁约 （Ertha Pascal-Trouillot）                | 1990年3月13日  | 1991年2月7日   | 代理总统 |
|  |      | 让-贝特朗·阿里斯蒂德 （Jean-Bertrand Aristide）                  | 1991年2月7日   | 1991年9月30日  | 总统 |
|  |      | 拉乌尔·塞德拉斯 （Raoul Cédras）                                 | 1991年9月30日  | 1991年10月8日  | 代理总统 注: 军政府领导人 (1991年9月29日 – 1994年10月12日)                                                                                                 |
|  |      | 约瑟夫·内雷特 （Joseph Nérette）                                 | 1991年10月8日  | 1992年6月19日  | 临时总统 |
|  |      | 马克·路易·巴赞 （Marc Louis Bazin）                              | 1992年6月19日  | 1993年6月15日  | 代理总统 |
|  |      | 让-贝特朗·阿里斯蒂德 （Jean-Bertrand Aristide）                  | 1993年6月15日  | 1994年5月12日  | 总统 注: 流亡，但在海地认可 |
|  |      | 埃米尔·若纳桑 （Émile Jonassaint）                               | 1994年5月12日  | 1994年10月12日 | 临时总统 |
|  |      | 让-贝特朗·阿里斯蒂德 （Jean-Bertrand Aristide）                  | 1994年10月12日 | 1996年2月7日   | 总统 |
|  |      | 勒内·普雷瓦尔 （René Préval）                                    | 1996年2月7日   | 2001年2月7日   | 总统 |
|  |      | 让-贝特朗·阿里斯蒂德 （Jean-Bertrand Aristide）                  | 2001年2月7日   | 2004年2月29日  | 总统 |
|  |      | 博尼费斯·亚历山大 （Boniface Alexandre）                         | 2004年2月29日  | 2006年5月14日  | 临时总统 |
|  |      | 勒内·普雷瓦尔 （René Préval）                                    | 2006年5月14日  | 2011年5月14日  | 总统 |
|  |      | 米歇爾·馬爾泰利 （Michel Martelly）                              | 2011年5月14日  | 2016年2月7日   | 总统 |
|  |      | 臨時政府                                                         | 2016年2月7日   | 2016年2月14日  | 臨時政府 |
|  |      | 若瑟萊姆·普利韋爾 （Jocelerme Privert）                          | 2016年2月14日  | 2017年2月7日   | 代理總統 |
|  |      | 若弗内尔·莫伊兹 （Jovenel Moïse）                                | 2017年2月7日   | 2021年7月7日   | 总统 |
|  |      | 克洛德·约瑟夫 （Claude Joseph）                                  | 2021年7月7日   | 2021年7月20日  | 代理總統 |
|  |      | 阿里埃尔·亨利 （Ariel Henry）                                    | 2021年7月20日  | 2024年4月25日  | 代理總統 |
|  |      | 過渡總統委員會                                                   | 2024年4月25日  |                | 臨時政府 |